# Erechthias trichalca
Erechthias trichalca är en fjärilsart som beskrevs av Edward Meyrick 1936. Erechthias trichalca ingår i släktet Erechthias och familjen äkta malar. Inga underarter finns listade i Catalogue of Life.